# 的ヶ浜事件
的ヶ浜事件（まとがはまじけん）とは、1922年（大正11年）に警察が山窩とハンセン病患者の集落を焼却した事件。

## 経緯
当時の大分県別府市的ヶ浜集落には、山窩やハンセン病患者4名が混在して居住し、いわゆるスラムが形成されていた。
1922年（大正11年）3月25日、当時の日本赤十字総裁閑院宮載仁親王が公務のため日豊線を利用することになっていたが、同地に共産主義セクトや在郷軍人が集結し、武器の集積や謀議を行っているとの内偵が特別高等警察より入り、警備・風紀上問題のある集落を取り払うという名目で地元警察は集落を焼き払った。
これを当時の野党憲政会系の地元紙『大分新聞』が大きく取り上げ、立憲政友会の高橋内閣の責任を追及。真宗木辺派の布教使篠崎蓮乗が抗議行動を起こし、全国水平社にも支援を求めた。これは篠崎が焼き払われた集落について、サンカ系ではなく穢多系の被差別部落であると誤認していたためである。1922年4月21日、篠崎は「三重県水平社」（「水平社」は道府県単位で立ち上げられた）創立大会後の演説会でも的ヶ浜事件について訴え、4月23日には大阪府の舳松村で、4月24日には大阪市の栄町で、5月4日には京都市の三条で、5月16日には大阪市の天王寺公会堂で的ヶ浜事件について訴えた。
しかしその後、5月23日に内務省が公式見解を発表し、
- 的ヶ浜の住民が被差別部落ではなく「山窩乞食」であったこと
- 警察は風紀・保安・衛生上の理由から立ち退きを「懇諭」し、住民はこれに従い「任意」で住居を焼却したこと

が明らかになると、水平社による糺弾は沙汰止みとなった。
これについて藤野豊は「焼き払われた集落が、『穢多』系ではなく『山窩乞食』のものであることで、水平社はこの事件から手を引いたのではないか」と述べている。その理由として藤野は、当時の水平社が「山窩乞食」を蔑視していたことを挙げている。
なお朝田善之助（全国水平社創立にも参画したがのち除名、戦後は部落解放全国委員会を立ち上げ）によると、篠崎は被差別部落出身の看護婦と結婚していたが、講演活動のかたわら差別事件を口実に恐喝まがいの行為を働き、若い者には信用がなかったという。それでも一時は京都七条で「水平の神様」と呼ばれるほど尊敬され、水平社で重きをなしていたが、1925年3月3日、京都高倉魚棚角の仏教会館における全国水平デー記念講演会で講演中に朝田から靴で殴打されて「神様」の座から転落した。生活に困窮して詐欺を働き、夫婦仲も悪化し、妻を殺害しようとして果たさず、乱心して村役場で村長か助役を銃撃し、弾丸は逸れたものの篠崎自身は殺人を犯したと誤信し、園部の山奥でみずからのこめかみを撃ち抜き、滝に飛び込んで自殺した。

## 関連文献
- 是永勉「別府今昔」（大分合同新聞社、1965年）
- 原田伴彦「入門部落の歴史」（解放出版社、1973年）
- 大分県警察部「大分県警察史」1942年
- 部落解放研究所編「部落問題事典」（解放出版社、1986年）